# Metal alternatif
Genres dérivés
Nu metal, funk metal, rap metal,
Genres associés
Groove metal, metal avant-gardiste
Le metal alternatif, également connu sous les termes alt-metal ou hard alternatif, est un genre de heavy metal. Le metal alternatif fait souvent usage d'éléments sonores issus du heavy metal avec quelques influences du rock alternatif et d'autres genres non assimilés au metal,. Les groupes de metal alternatif sont souvent caractérisés par des riffs de guitare, des chants mélodieux, des sons inhabituels dans les autres genres du heavy metal, des structures sonores inhabituelles, et parfois une approche expérimentale de la musique heavy metal. Le terme est utilisé depuis les années 1980, bien qu'il se soit réellement popularisé durant les années 1990. Il parvient à lancer de nouveaux sous-genres, dont le nu metal, qui popularise encore plus le metal alternatif, et ajoute divers éléments de hip-hop et de groove metal.

## Histoire

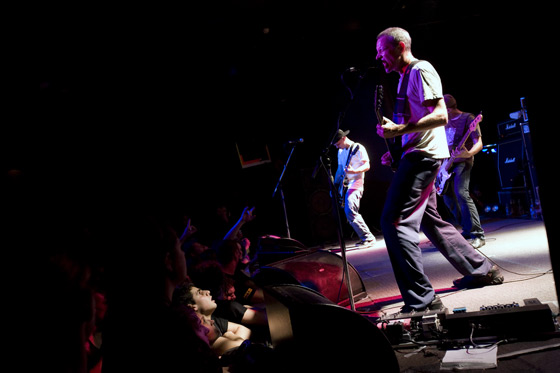
Le groupe de metal alternatif Helmet sur scène à Melbourne en 2008.

Les origines du genre peuvent être retracées à l'époque de la musique funk rock au milieu des années 1980, lorsque des groupes alternatifs comme Fishbone, Faith No More et The Red Hot Chili Peppers commencent à mélanger du heavy metal avec du funk, créant ainsi le sous-genre du metal alternatif, le funk metal. D'autres premiers groupes du genre sont originaires de la scène punk hardcore. Des groupes comme Faith No More, Jane's Addiction et Soundgarden sont reconnus comme les premiers groupes de metal alternatif, les trois ayant émergé en même temps et lancé le genre en mélangeant le heavy metal à différents genres musicaux à la fin des années 1980,,,,. Pendant les années 1980, le metal alternatif vise principalement les fans de rock alternatif, depuis leur ancrage dans la scène rock indépendant américain.
L'émergence du grunge comme style populaire du hard rock au début des années 1990 aide la scène metal alternatif à se construire un public solide et acceptable ; le alt-metal deviendra par la suite le genre de metal le plus populaire des années 1990. De nombreux groupes associés au genre refusent d'être catégorisés comme groupes metal. Le batteur du groupe Helmet, John Stanier, explique « On est tombé dans le metal par accident, on a toujours détesté que les gens nous décrivent dans le genre metal ». Le festival de musique alternatif Lollapalooza organisé par le chanteur de Jane's Addiction, Perry Farrell, aide les groupes associés à ce mouvement comme Tool, Rage Against the Machine, Primus, Nine Inch Nails, Soundgarden et Alice in Chains à se populariser. Le groupe influencé rock progressif Tool devient le leader du genre metal alternatif grâce à son premier album sorti en 1993, Undertow ; la popularité de Tool pendant les années 1990 aide à développer les tendances alt-metal dans d'autres genres comme l'indus (Nine Inch Nails) et le rap rock (Rage Against the Machine). D'autres groupes des années 1980 font paraître des albums, dans les années 1990 décrits catégorisés metal alternatif, comme Metallica.
Plus tard dans les années 1990,plus précisément en 1994 une seconde vague plus agressive de metal alternatif émerge ; appelée nu metal, elle est beaucoup plus influencée par le thrash metal et le hip-hop, contrairement à la première vague de metal alternatif, et se popularise beaucoup plus que ce dernier,,. Joel McIver décrit Tool comme un groupe important dans le développement de ce genre dans son ouvrage Unleashed: The Story of Tool : « En 1996 et 1997, la vague de metal alternatif lancée par Tool à la veille du grunge allait évoluer en nu-metal. » Cependant, le chanteur Maynard James Keenan se met à part de ce mouvement expliquant : « J'en ai marre de cette attitude. De ceux qui classent Tool dans les groupes [nu] metal. Les médias... ne savent pas différencier l'alternatif et le metal ». D'autres groupes de metal alternatif considérés comme influents du genre nu metal comme Helmet ont également essayé de se séparer de ce mouvement,.
Quelques groupes associés au mouvement nu metal comme System of a Down,, et Deftones, sont toujours catégorisés dans le genre metal alternatif, à cause de leur proximité avec le rock alternatif,.

## Caractéristiques
Le genre est décrit comme partie intégrante du rock alternatif et du heavy metal. Les groupes font usage de chants clairs influencés par ceux du rock alternatif, contrairement aux autres sous-genres du heavy metal. Cependant, des groupes beaucoup plus récents font usage de genres vocaux comme les growls et les hurlements,,,. Le genre fait également usage de riffs de guitare.
La première vague des groupes de metal alternatif émerge de divers genres, incluant punk hardcore (Bad Brains, Rollins Band, Life of Agony, Corrosion of Conformity), noise rock (Helmet, The Jesus Lizard, White Zombie, Unsane), la scène grunge, (Stone Temple Pilots, Alice in Chains, Soundgarden), stoner rock (Clutch), sludge metal (Fudge Tunnel, Melvins), post-hardcore (Quicksand, Hum), metal gothique (Type O Negative) et metal industriel (Ministry, Nine Inch Nails),,,,,,. Ces groupes n'ont jamais formé de mouvement ou scène distinct ; ils sont plutôt catégorisée comme influencés par le heavy metal traditionnel et ouvert aux expérimentations sonores. Jane's Addiction s'ouvre au art rock et au rock progressif, Quicksand mélange sa musique avec du post-hardcore, et Living Colour ajoute des éléments issus du funk dans leur son, par exemple,, tandis que Primus est influencé par le rock progressif, le thrash metal, et le funk, et Faith No More mélange rock progressif, R&B, funk et hip-hop. Le style metal alternatif de Fudge Tunnel inclut des influences issues du sludge metal et du noise rock,.

## Sous-genres et formes dérivées
Comme le terme metal alternatif est utilisé pour un ensemble de groupes avec une caractéristique particulière malgré leurs tendances vers différents sons, les sous-genres du metal alternatif se sont formés grâce aux groupes qui ont adopté des styles similaires. Ces sous-genres sont devenus des termes communs pour distinguer entre les groupes ayant différentes influences dans un genre ou plusieurs genres.

### Funk metal
Des groupes qui fusionnent le funk et le heavy metal sont souvent appelés des groupes de funk metal. Ces groupes, qui empruntent aussi parfois au hip-hop et au punk, apparaissent au milieu des années 1980. Le groupe Extreme, qui était influencé par le glam metal de la période[Laquelle ?], perd en popularité quand le public s'est tourné vers de la musique plus « grumeleuse ». Mais cela ne diminue pas la popularité croissante des instigateurs du style, comme Faith No More (formé en 1982) ou des Red Hot Chili Peppers (formés en 1983). Ces deux groupes sont souvent considérés comme les premiers groupes de metal alternatif. Primus et Incubus sont d'autres groupes de funk metal. Le funk metal continue à voir sa popularité grimper jusqu'aux années 1990, et connaît son apogée quand Rage Against the Machine influence fortement les groupes de nu metal.

### Metal industriel
Le metal industriel est un autre sous-genre émergeant dans les années 1980. Le groupe industriel américain Ministry est souvent crédité pour avoir initié le style en incorporant des guitares lourdes dans leur album The Land of Rape and Honey (1988). En un an, le style était trouvable dans le monde entier, y compris chez leurs compatriotes de Nine Inch Nails, formés en 1988. Les Allemands de KMFDM se lancent aussi dans l'utilisation des guitares lourdes, et s'éloignent de leurs racines de la musique électro-industrielle. La scène gothique commence aussi une variété d'artistes qui, en suivant le chemin de Ministry, fusionnent du rock gothique, du punk rock, du heavy metal, et la musique industrielle pour solidifier le genre. Marilyn Manson, un groupe influencé par KMFDM et Nine Inch Nails et formée en 1989, devint l'un des groupes les plus controversés de la scène industrielle et connut un énorme succès pendant les années 1990. Fear Factory, un groupe de groove et death metal industriel, se forma en 1990 et devint une grande influence sur la scène nu metal. Le style est un des survivants des formes dérivées du metal alternatif, surtout en Allemagne, avec des groupes comme Rammstein, Oomph! et Megaherz, qui mènent une scène encore prospère, surtout pour Rammstein, groupe au succès mondial.

### Nu metal
À partir du milieu des années 1990, des groupes comme Limp Bizkit, Deftones, Linkin Park et Korn s'inspirèrent des artistes de metal alternatif plus populaires ainsi que du grunge, du groove metal, et du hip-hop pour former un genre dérivé appelé nu metal (ou néo metal en français). Le nu metal est moins une fusion de rock alternatif avec le heavy metal, mais plus un sous-genre du rock avec beaucoup plus d'uniformité dans le son avec sa propre scène distincte.

### Autres
Certains groupes de metal alternatif ont une base dans le rock gothique (bien que ceux-ci soient entièrement différents du sous-genre du metal appelé metal gothique). D'autres groupes fusionnent le metal avec le post-punk, le rock indépendant, le noise rock, le grunge et le post-grunge. Ces groupes, par contre, s'inspirent tous de différents sous-genres du rock alternatif, et ne sont donc pas catégorisés dans des sous-styles. Ils sont simplement catégorisés dans le metal alternatif[pas clair].